# Ipomania
L'ipomania (letteralmente mania lieve) è un disturbo dell'umore, che caratterizza patologie quali il disturbo bipolare e la ciclotimia. Può essere indotta anche dall'abuso di alcol e droghe. Si distingue dalla mania per l'assenza di sintomi psicotici, e per l'impatto negativo inferiore nella vita e nella produttività dell'individuo.
Secondo la quarta versione del Manuale diagnostico e statistico dei disturbi mentali (DSM-IV-TR), per parlare di "ipomania" è necessario che si protraggano - per almeno quattro giorni - almeno 3 tra i seguenti sintomi:
- autostima ipertrofica o eccessiva fiducia in se stessi (convinzione che nulla possa tangere il paziente);
- logorrea;
- ridotto bisogno di sonno;
- pensiero accelerato o "fuga delle idee", le quali si rinnovano continuamente, tanto che nemmeno il paziente riesce a seguirne il corso;
- distraibilità e deficit di attenzione;
- agitazione psicomotoria;
- aumento delle attività quotidiane o delle ore lavorate;
- ipersessualità o desiderio verso sessualità parafilica, sottomissiva per se stessi e/o per il partner;
- coinvolgimento in attività potenzialmente rischiose oppure nocive (uso di psicofarmaci o droghe per aumentare ulteriormente il tono dell’umore, spese elevate e compulsive, scommesse, guida spericolata, scelte di vita avventate alla luce anche di esperienze passate negative reiterate).

L’episodio ipomaniacale può essere correlato a bipolarismo o a risposta eccessiva a farmaci antidepressivi o a droghe. Può anticipare un episodio depressivo.
L’episodio ipomaniacale, seppur isolato, è sufficiente perché sia seguito da trattamento sanitario specifico: ricovero (anche coatto nel caso il paziente abbia comportamenti pericolosi e spericolati per se stesso o gli altri), riduzione di eventuale terapia antidepressiva, disintossicazione da droghe psicostimolanti, introduzione di stabilizzatori dell’umore o antipsicotici.